# La Ruta
La Ruta fue un destacado programa de televisión chileno del tipo docu-reality donde el antropólogo Ricardo Astorga recorría diferentes culturales acompañado de una celebridad chilena. El programa fue transmitido por TVN durante 10 años, desde el 2002 hasta el 2012 que se emitió la última temporada. El programa también fue transmitido por la señal internacional TV Chile.

## Información
El programa retrata a Ricardo Astorga junto a una celebridad chilena (actrices o periodistas) mostrando las historias de diferentes culturas en un largo viaje de 3 o 2 meses. El programa contó con 10 rutas internacionales y 3 rutas nacionales. 

## Temporadas
| Serie                 | Temporada | Temporada | Episodios | Episodios | Emisión original     | Emisión original      | Acompañante       |
| Serie                 | Temporada | Temporada | Episodios | Episodios | Primera emisión      | Última emisión        | Acompañante       |
| --------------------- | --------- | --------- | --------- | --------- | -------------------- | --------------------- | ----------------- |
| La ruta de la seda    |           | 1         | 8         | 8         | 1 de enero de 2002   | 19 de febrero de 2002 | Tamara Acosta     |
| La ruta de Beringia   |           | 1         | —         | —         | 2003                 | 2003                  | Bárbara Rebolledo |
| La ruta de Oriente    |           | 1         | —         | —         | 20 de enero de 2004  | 2004                  | Bárbara Thayer    |
| La ruta del Nilo      |           | 1         | —         | —         | 2005                 | 2005                  | Javiera Contador  |
| La ruta de Oceanía    |           | 1         | 8         | 8         | 2006                 | 2006                  | Javiera Contador  |
| La ruta de Chile      |           | 1         | —         | —         | 2006                 | 2006                  | Patricia López    |
| La ruta de Chile      |           | 2         | —         | —         | 14 de agosto de 2007 | 2007                  | Sin acompañante   |
| La ruta de Chile      |           | Fiestas   | —         | —         | 24 de enero de 2010  | 2010                  | Sin acompañante   |
| La ruta de Amazonía   |           | 1         | —         | —         | 4 de enero de 2007   | 2007                  | Tamara Acosta     |
| La ruta del Sahara    |           | 1         | —         | —         | 7 de enero de 2008   | 2008                  | Paz Bascuñán      |
| La ruta de Shangri-la |           | 1         | —         | —         | 2010                 | 2010                  | María Elena Swett |
| La ruta de la India   |           | 1         | —         | —         | 3 de enero de 2011   | 2011                  | Carolina Varleta  |
| La ruta de Gengis Kan |           | 1         | 10        | 10        | 8 de enero de 2012   | 11 de marzo de 2012   | Ivette Vergara    |